# فيروز (حجر كريم)
الفَيْرُوزُ أو الفَيْرُوزَجُ هو نوع من الأحجار الكريمة ومعدن ذو طبيعة معتمة، لونه ما بين الأخضر الفاتح الأزرق السماوي، يتكون من فوسفات مائي من النحاس والألومنيوم، صيغته الكيميائية CuAl6 (PO4) 4 (OH) 8H2O. وهو معدن نادر وثمين، وبسبب لونه المميز والجذاب اعتبر ولآلاف السنين حجرًا كريمًا ذو قيمة عالية.
الفيروز هو حجر سهل الخدش وخفيف الوزن ضعيف جدًا تتخلله كسور محارية الشكل، معرض للإصابة بالشروخ (بسبب أن بعض خاماته شديدة المسامية) ويمكن المحافظة على شكل الحجر عبر طبعه على مادة الراتينج الصمغية أو على الشمع. يعتبر الفيروز الفارسي المستخرج بالقرب من مدينة نيسابور في إيران بمثابة معيار إرشادي لتقييم جودة الفيروز.

## التسمية
الكلمة العربية فيروز أو فيروزج مشتقة من الكلمة الفارسية الوسطى pērōzag (بالفارسية الحديثة: پیروزه أو فیروزه) والتي تعني "حجر الظَفر".
يُسَمّى الفيروز turquoise بالإنجليزية. يعود كلمة turquoise إلى القرن السابع عشر، وهي مشتقة من الكلمة الفرنسية القديمة turquois والتي تعني "التركي" لأن المعدن جُلب لأول مرة إلى أوروبا عبر الإمبراطورية العثمانية. بينما يذكر قاموس علم اشتقاق الألفاظ أن الكلمة تعود إلى القرن الرابع عشر بالصيغة turkeis، والتي تعني "التركي" أيضًا واستبدلت بـ turqueise من الفرنسية في القرن الخامس عشر. وفقًا للمصدر نفسه جُلبت الأحجار الكريمة لأول مرة إلى أوروبا من تركستان أو من الأراضي التركية الأخرى. أشار بلينيوس الأكبر إلى المعدن باسم الكاليس (من اليونانية القديمة κάλαϊς) وعرفه الأزتيك باسم تشالشيويتل.
من أسمائه في العربية: الماكفات - البيروزة - حجر العين - التوركواز - حجر الكاليه - الشذر- الأودونتوليت.

## أماكن تواجده حاليا
إيران - مصر - الصين - الولايات المتحدة الأمريكية (كاليفورنيا ،نيفادا وأريزونا) - المكسيك - روسيا - أستراليا - إنجلترا - تايلاند - تركستان - تشيلي - سيريلانكا.
وتعد جمهورية إيران أكبر منتج للفيروز في العالم.

## تاريخ الحجر

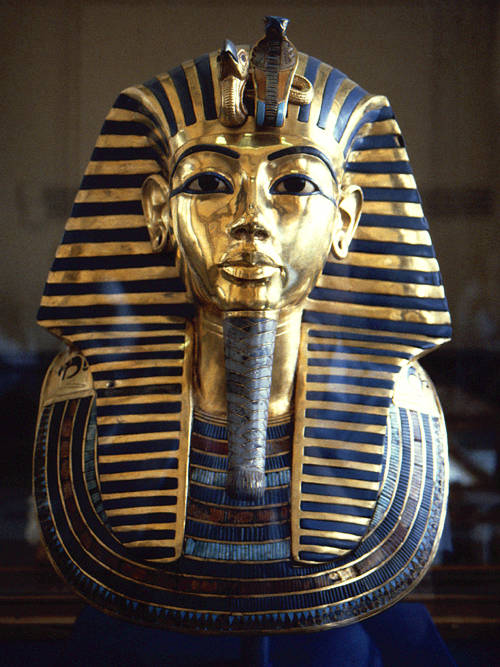
تمثال لتوت عنخ آمون من الذهب مطعم بالفيروز

لقد عرف الفيروز في مصر، إذ استعمل فيها منذ العصر النيوليتي وخلال فترة البداري. كما اعتبر بعض المؤرخين أن المصريين القدماء قد اكتشفوا هذا الحجر منذ عصور ما قبل الأسرات، وعصر ما قبل التاريخ. إذ كان يوجد هذا الحجر النفيس في مناجم الفيروز في المغارة بشبه جزيرة سيناء.
ومن محتويات مقبرة توت عنخ آمون ما يؤكد ولع الفراعنة وملوك الأسرات من قدماء المصريين بالأحجار الكريمة ومن ضمنها حجر الفيروز :
- خاتم من الذهب فصه مكون من الفيروز
- عقاب ناشر جناحيه ومتوج بقرص الشمس من الذهب المرصع بالفيروز، اللازورد والعقيق.
- سوار قابل للالتواء مؤلف من خرز وجعلان دقيقة الحجم من الذهب والفيروز واللازورد والعقيق، ومشبكه قطعة مسطحة بيضية من الذهب.

واستعمل حجر الفيروز في ترصيع عدد من الخلاخيل التي عثر عليها في مقبرة الملكة حتب حرس من الأسرة الرابعة في الجيزة. كما وجد الفيروز بكثرة في الحلى التي اكتشفت في دهشور من عهد الأسرة الثانية عشر. وتشير الأبحاث التاريخية إلى أن المصريين القدماء هم أول من عرف الفيروز واستخدمه للزينة منذ ثلاثة آلاف عام قبل الميلاد.

## التأثير الصحي للفيروز
يستعمل الفيروز في بعض الحالات المرضية كعلاج السعال الديكي، والصرع، وحالات الهلع، والخوف، والحزن، واليأس، والاكتئاب، والتسمم بسم العقارب، وحصوات الكلى، وضعف المعدة، وكسل الأمعاء وارتخائها، وتقوية البصر، وإيقاف السيلان الدمعي.

## ذكر الفيروز في التراث العربي

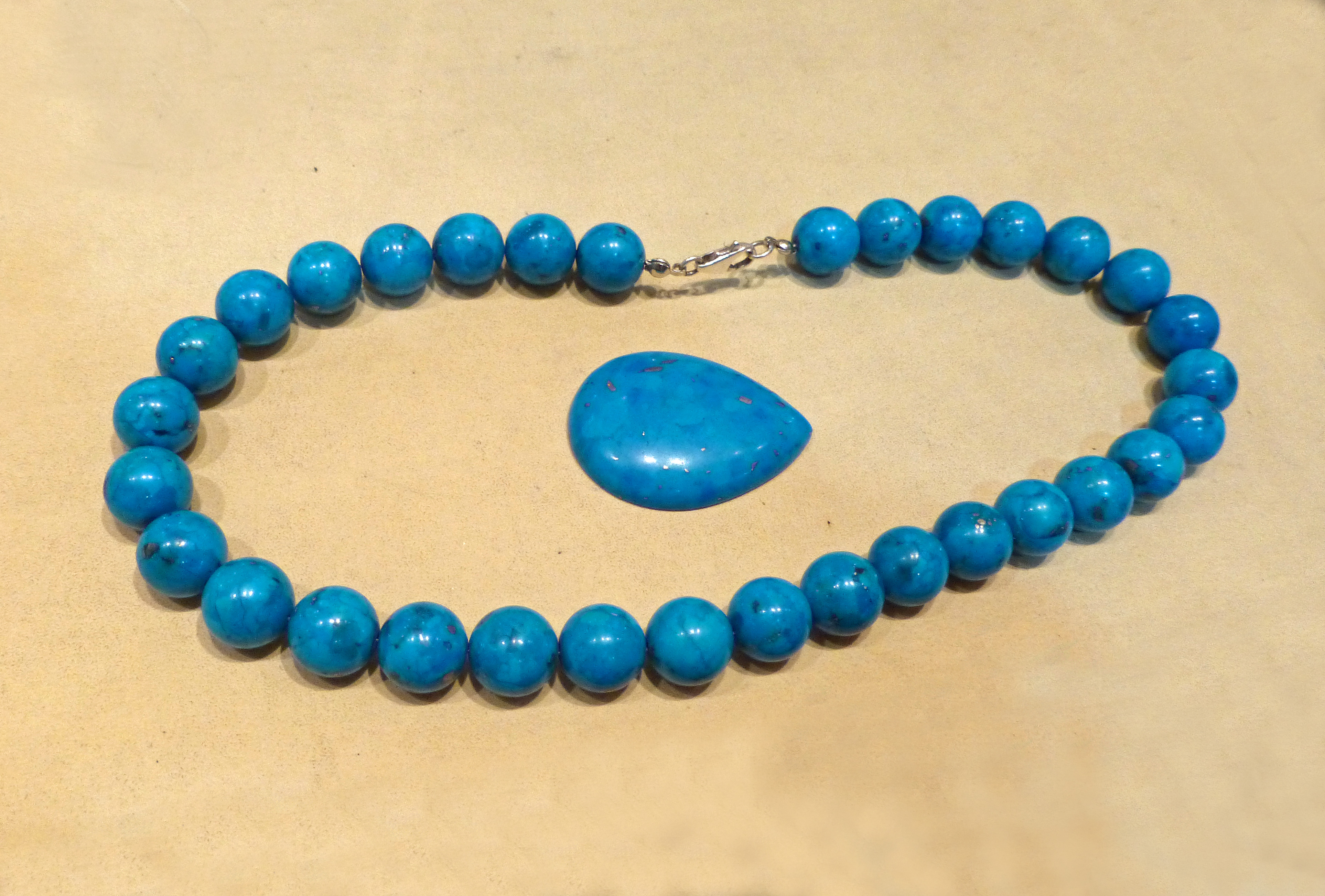
حلي مصنوع من الفيروز

في الشعر الصنوبري في تفضيل الربيع: